# Archäologiepark Belginum

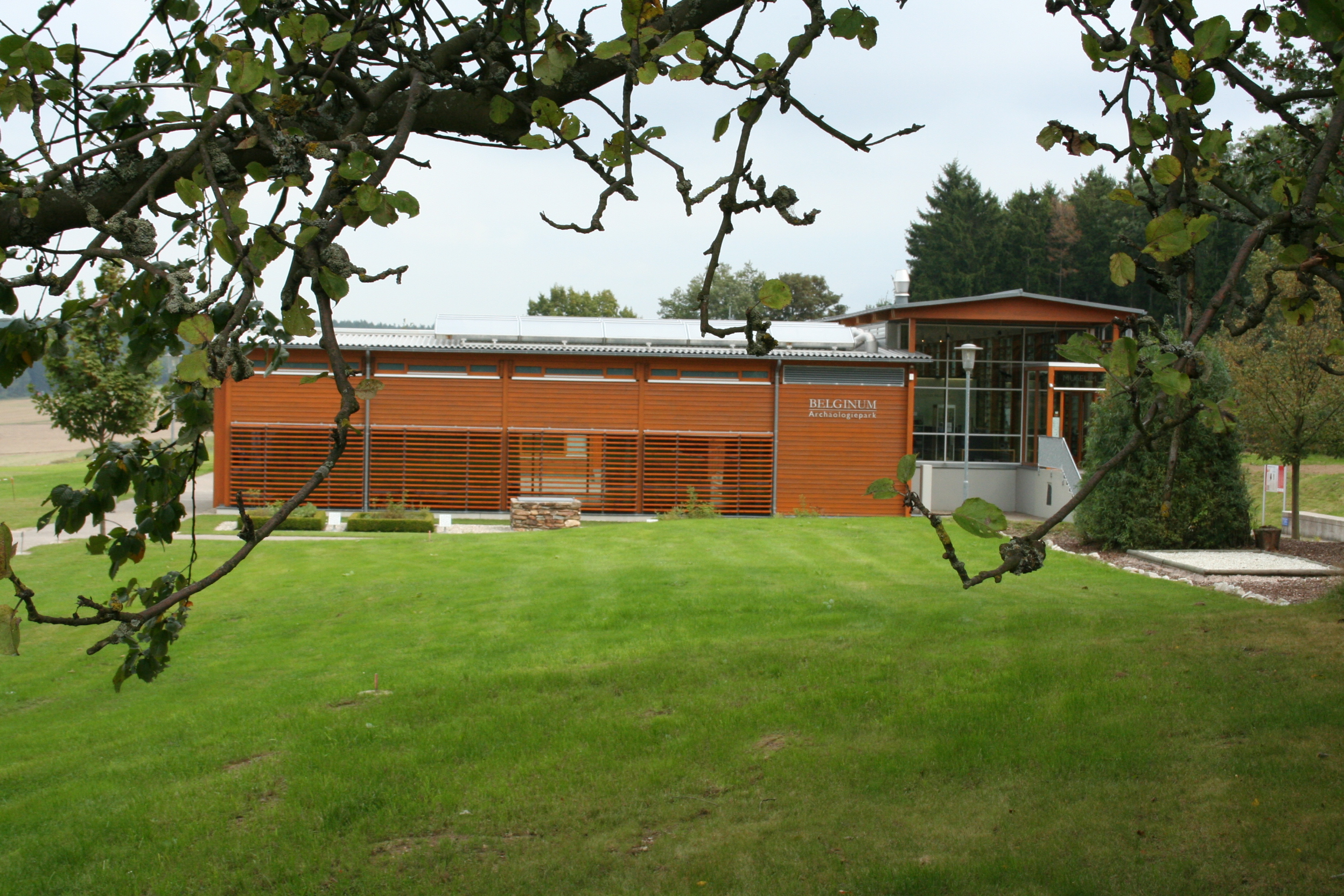
Archäologiepark Belginum (2009)

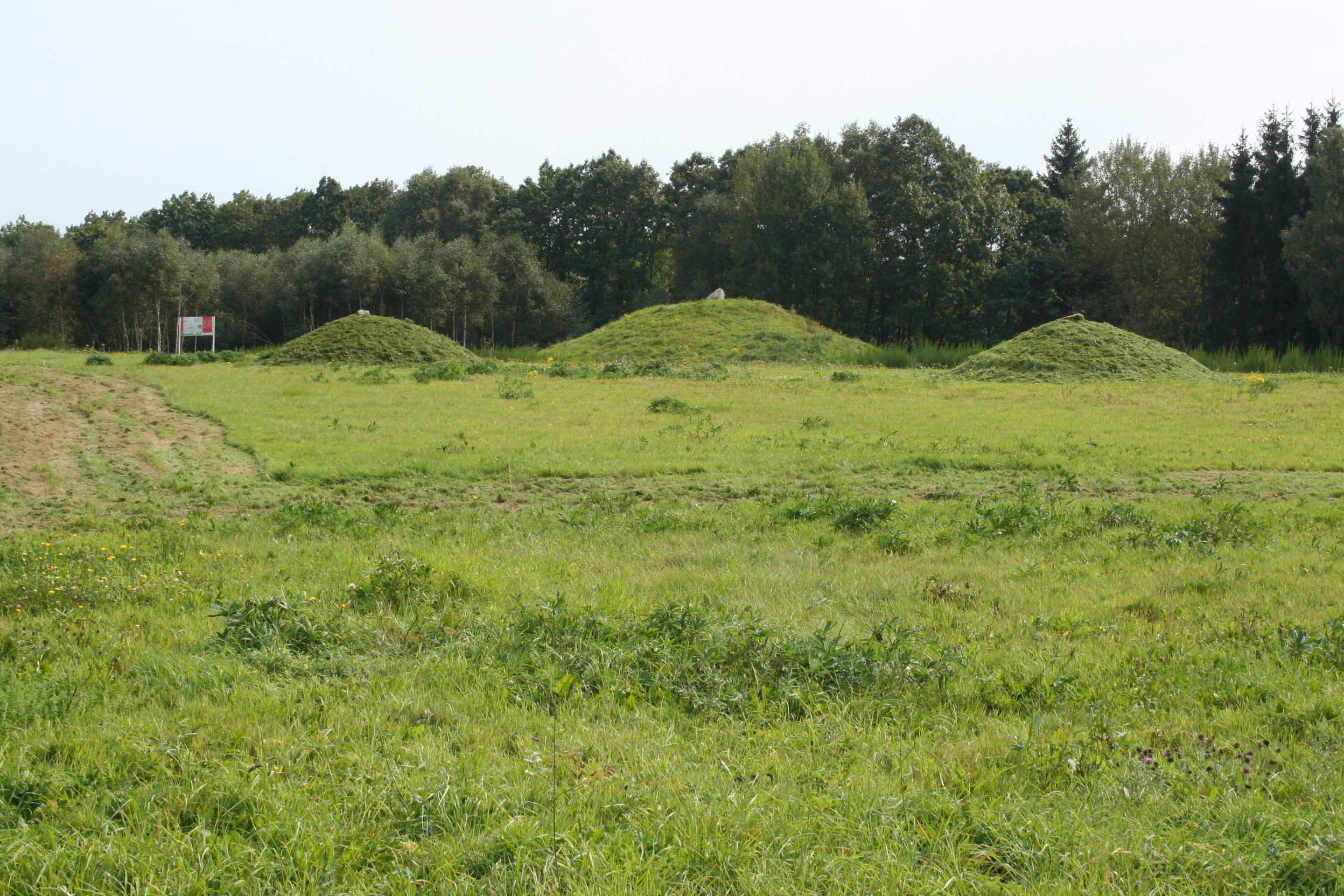
Gräberfeld (2009)

Der Archäologiepark Belginum auf dem Gelände der römischen Siedlung Belginum ist ein archäologisches Museum mit Außenanlagen In situ, bei der rheinland-pfälzischen Ortschaft Wederath im Landkreis Bernkastel-Wittlich, in unmittelbarer Nähe der Hunsrückhöhenstraße. Der Ort lag an der Römerstraße von Trier nach Bingen, der nach Decimius Magnus Ausonius benannten Ausoniusstraße.
Das Museum zeigt Grabfunde aus mehreren eisenzeitlichen Gräberfeldern, das Alltagsleben der provinzialrömischen Bevölkerung im antiken Belginum und erläutert die Arbeit von Archäologen. Des Weiteren finden hier wechselnde Ausstellungen zu historisch-kulturellen Themen statt.
Ihre archäologische Bedeutung erhält die Grabungsstätte durch ihr vom 4. Jahrhundert v. Chr., der Hunsrück-Eifel-Kultur, über die Spätlatènezeit bis ins 4. Jahrhundert n. Chr. kontinuierlich genutztes Gräberfeld. Neben der eigentlichen Siedlung und dem Gräberfeld konnten in Belginum durch Grabungen mehrere Tempelbezirke und ein wohl nur kurzzeitig genutztes frührömisches Militärlager nachgewiesen werden. Der römische Vicus ist in der Tabula Peutingeriana aufgeführt, einer spätrömischen Straßenkarte des 5. Jahrhunderts, die jedoch in wesentlichen Teilen auf Karten des 3. Jahrhunderts basiert.
Der Archäologiepark Belginum wurde 2002 nach 50-jähriger intensiver Forschungsarbeit eröffnet, bereits seit dem 17. Jahrhundert wurden regelmäßig archäologische Funde bekannt. Im Museum werden den Besuchern unter dem Thema „Leben an einer Fernstraße“ die Ergebnisse der archäologischen Ausgrabungen gezeigt. Der etwa 1.000 Meter lange Rundwanderweg führt an einem Gräberfeld mit Grabhügeln, der ehemaligen römischen Siedlung, dem Militärlager und einem Brunnen vorbei, alle Stationen werden mit informativen Schautafeln erklärt. Der Archäologiepark Belginum bietet ein umfangreiches Angebot an museumspädagogischen Aktivitäten sowie regelmäßig wechselnde Sonderausstellungen und Vorträge. Gründungsdirektorin war die Archäologin Rosemarie Cordie, die dort bis zu ihrer Pensionierung 2020 arbeitete, seit 2021 hat Kerstin Thommes diese Funktion inne.
Das Museum wird durch den im Jahre 2001 gegründeten Archäologiepark Belginum e. V. unterstützt.
Als 2009 der Abschnitt der Hunsrückquerbahn zwischen Büchenbeuren und Morbach als Touristikbahn wieder in Betrieb genommen wurde, ist am ehemaligen US-Verladebahnhof Zolleiche ein Haltepunkt für Besucher des Archäologieparks eingerichtet worden, der Bahnverkehr ist seit 2014 jedoch wieder eingestellt.